# أو-زون
أو-زون (بالإنجليزية O-Zone) فرقة من مولدوفا لموسيقى البوب، نشطت في الساحة الفنية ما بين سنتي 1998 و2005
وتتألف الفرقة من رادو شيربو (Radu Sîrbu)، دان بالان (Dan Bălan)، وأرسيني توديراش (Arsenie Todiraş)
حصل الثلاثي على شهرة كبيرة عالميا بسبب اغنيتهم الشهيرة دراغوشتيا دين تي ("Dragostea din tei") بالإضافة إلى البومهم DiscO-Zone.

## تاريخ

### 1998-2001: التكوين والسنوات الأولى
بدأت الفرقة كثنائي يتكون من دان بلان وبيترو يليهوفتشي (Petru Jelihovschi) سنة 1998. صدر البومهم الأول سنة 1999

## روابط خارجية
- أو-زون على موقع IMDb (الإنجليزية)
- أو-زون على موقع ميوزك برينز (الإنجليزية)
- أو-زون على موقع أول ميوزيك (الإنجليزية)
- أو-زون على موقع ديسكوغز (الإنجليزية)